# Kostel Nejsvětější Trojice (Lipec)
Kostel Nejsvětější Trojice je původně renesanční kostelík z konce 16. století. Nachází se na jižním okraji obce Lipec v okrese Kolín a je obklopen hřbitovem. Jedná se o filiální kostel děkanství Týnec nad Labem.

## Historie
Kostel dala v roce 1597 vystavět Žofie Klusáková z Nečtin, manželka Jana Klusáka z Kostelce, a to v renesančním slohu (loď). Kostel byl v 1. třetině 18. století přestavěn barokně (presbytář), v 19. století pak empírově (fasáda věže). Tato podoba kostelu zůstala dodnes (2020).
V roce 1986 byl kostel zapsán na seznam kulturních památek.

## Architektura
Kostel je jednolodní stavba se čtyřbokou věží na západní straně a presbytářem uzavřeným půlkruhově. Loď kostela je plochostropá a presbytář je zaklenut křížovou klenbou s visutým dřevěným svorníkem.
V interiéru kostela se nachází zbytky barokního rozvilinového oltáře z doby po roce 1710 s obrazem svatého Jeronýma. Boční části oltáře se sochami andělů byly odcizeny. Ve výbavě byl též dřevěný reliéf apoteózy svatého Jana z roku 1730 a dva renesanční deskové obrazy na dřevě z konce 16. století, to vše ale bylo uloženo mimo kostel.
Jihovýchodně od kostela stojí márnice z 1. poloviny 20. století. 